# Иаков Омучский
Иаков Омучский (ум. 1412) — преподобный Русской православной церкви, устроитель Омучской пустыни в Лужском уезде Санкт-Петербургской губернии.

## Биография
О детстве и мирской жизни Иакова сведений практически не сохранилось, да и последующие биографические данные о нём очень скудны и отрывочны. Известно, что он был иноком Коневского Рождество-Богородичного монастыря, где и познакомился с Феофилом Омучским, который вскоре был избран игуменом.

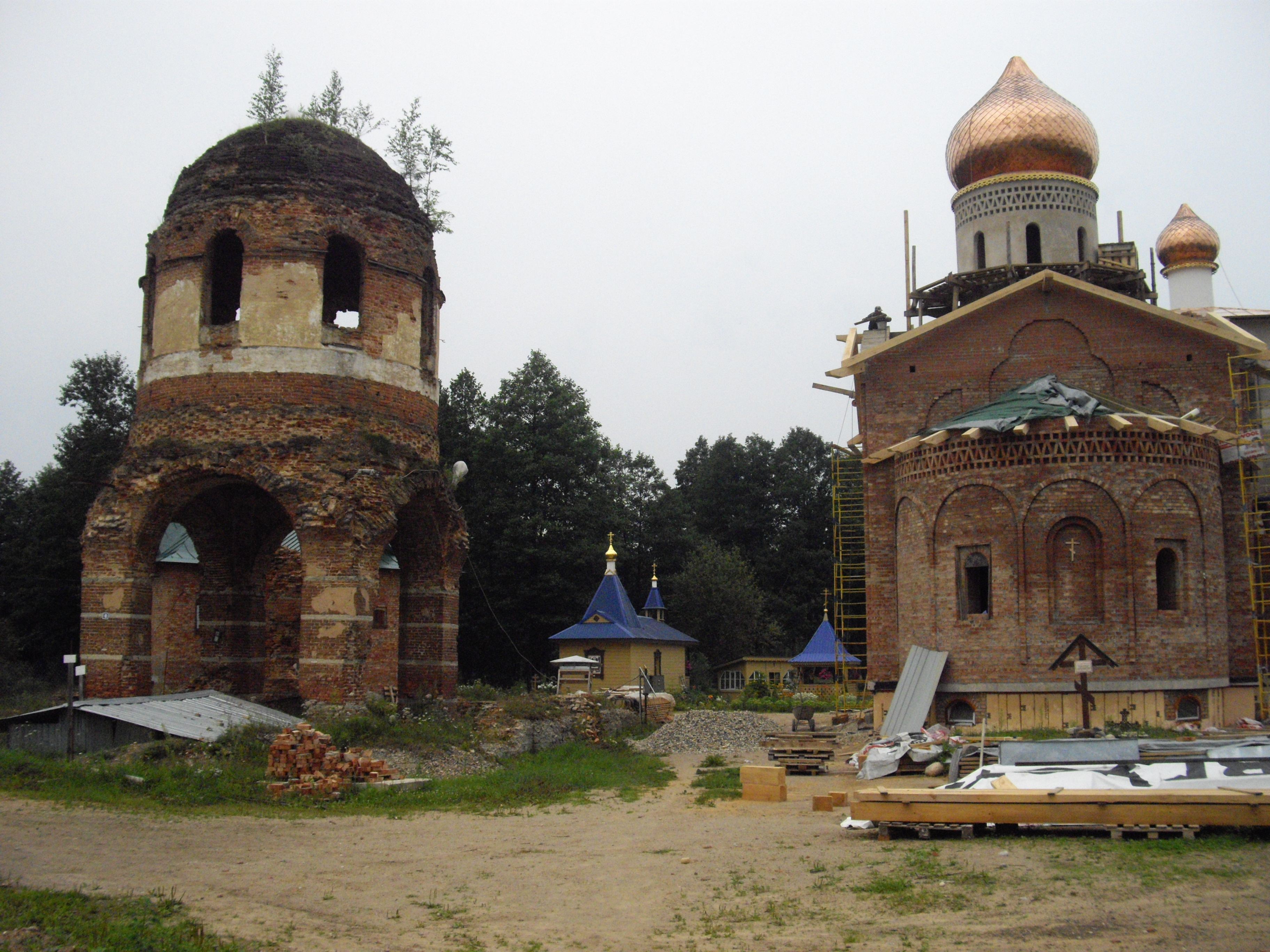
Остатки Успенской церкви и новая строящаяся церковь в Феофиловой пустыни (фотография 2016 года)

Тяготясь слишком шумной жизнью Коневского монастыря, Феофил и Иаков, искали безмолвия и уединения среди мхов, гор и болот, на берегах речки Омучи, где с 1396 года проводили жизнь в строгом посте, постоянной молитве и в борьбе с помыслами и нападениями лукавых духов. Однако и здесь подвиги отшельников стали вскоре широко известны в округе и привлекали ревнителей благочестия, которые вместе с преподобными среди глухого края основали на реке Омуче (приблизительно в 60-70 километрах от города Порхова) Омучскую пустынь Успения Богородицы, наименованную после Феофиловой.

Иеромонах Никодим (Кононов) в своём богословском труде под заглавием: «Русские святые и подвижники благочестия, подвизавшиеся и чтимые в пределах Санкт-Петербургской епархии XIV-XVII веков. Агиологические очерки» изданном в Санкт-Петербурге в 1901 году, были приведены следующие слова архиепископа РПЦ Филарета: 

«Преподобные Феофил и Иаков в 1396 году основали пустынь в честь Успения Богоматери на реке Омуге, в округе Демьяновского погоста, в 65 верстах от Порхова. Феофил был основателем пустыни, а Иаков – устроителем обители».

Иаков умер почти одновременно с Феофилом около 1412 года. Мощи его были захоронены под стопудом деревянной Успенской церкви.
Память Иаков Омучского отмечается 21 октября с Собором Санкт-Петербургских святых и Собором Новгородских святых (в третью неделю (воскресенье) по Пятидесятнице).